# Pollendam

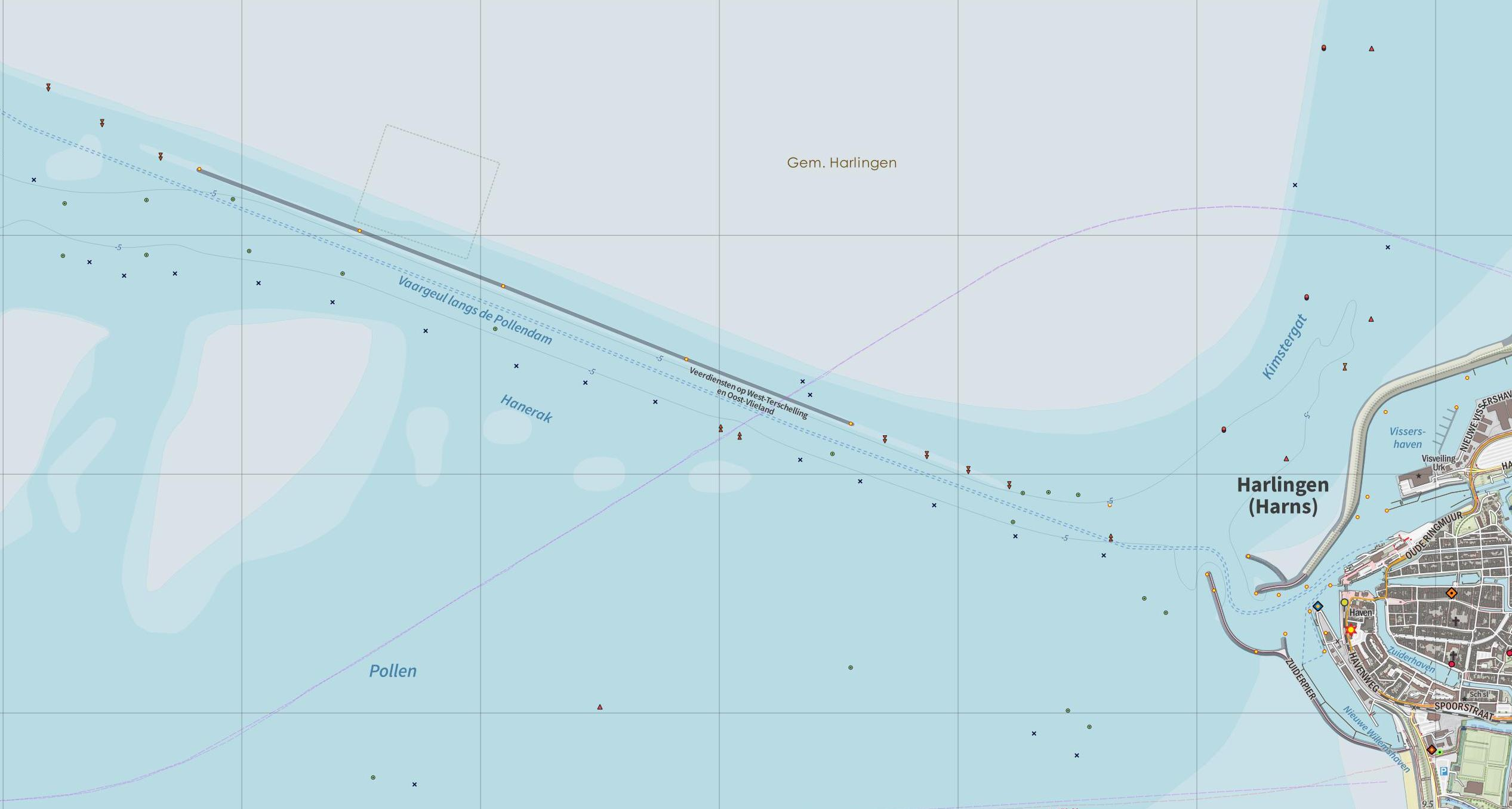
Huidige locatie van de Pollendam en vaargeul

De Pollendam is een lage, ongeveer 3 km lange stroomgeleidingsdam ten noordwesten van Harlingen. De dam is aangelegd op een zandbank met de naam "De Pollen" en heeft als functie de vaargeul door de Pollen naar Harlingen open te houden en aanslibbing te voorkomen. 

## Historie

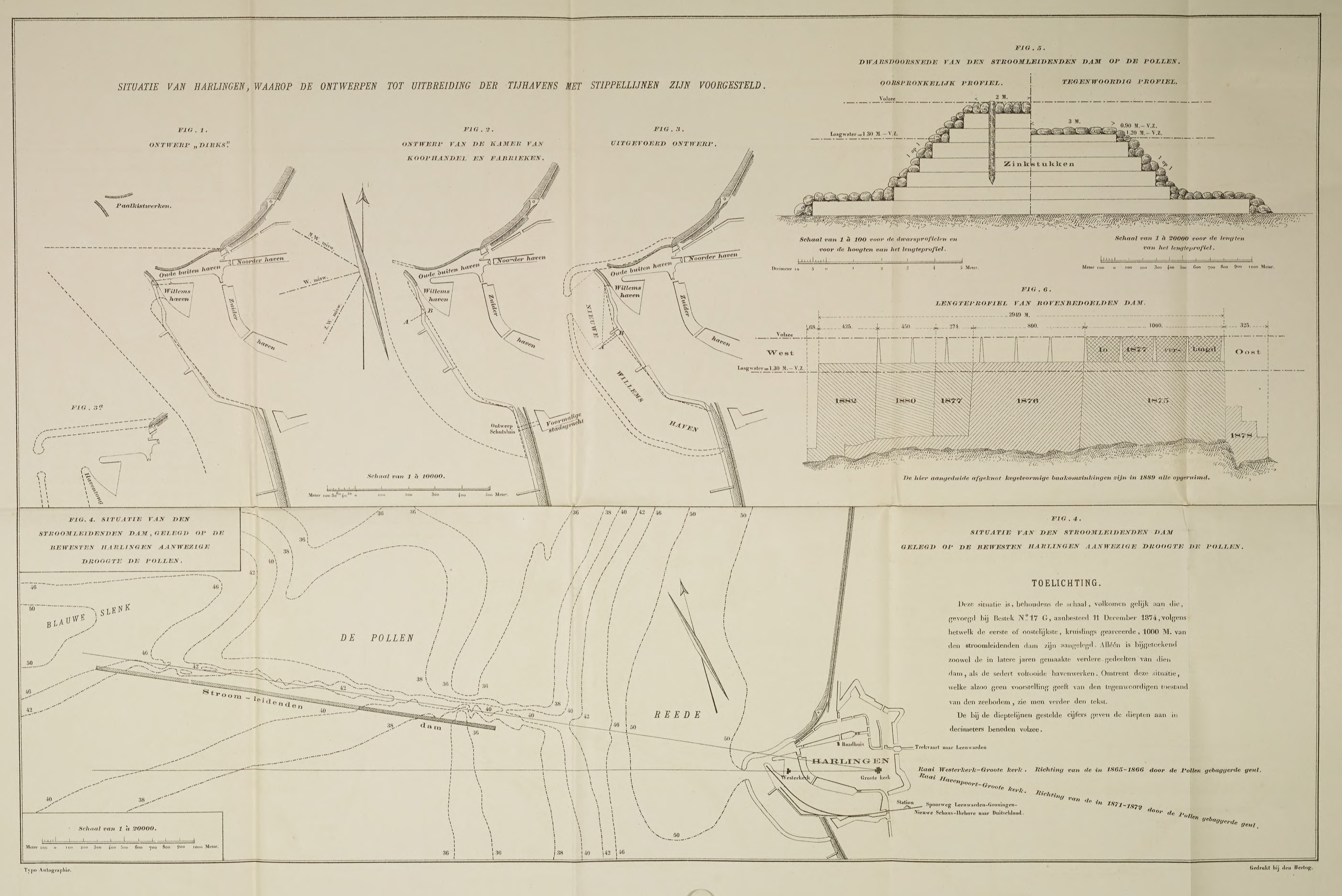
De Pollendam in 1889 en de geul in 1874

Het oorspronkelijke ontwerp is van ir. Abraham Johannes Brevet rond 1875. Brevet, ingenieur van de waterstaat, was belast met de verbetering van de haven van Harlingen naar ontwerp van ingenieur Jan Waldorp. De ondiepte de Pollen voor de haven was een probleem voor de bereikbaarheid en daarom werd besloten om een geul te baggeren. De haven van Harlingen had destijds een diepte van 4 m, maar de vaardiepte over de Pollen was destijds bij hoog water slechts 3,6 m. In 1865-1866 werd de geul door de Pollen gebaggerd, die echter in 1869 weer bijna helemaal was dichtgezand. In 1871 werd opnieuw gebaggerd, maar de geul bleef aanzanden. In de mening dat dit zand werd aangevoerd vanuit de Zuiderzee, werd in 1874 besloten om op de Pollen een rijsdam aan te leggen. Deze dam (rijswerk verzwaard met steen) begon 100 m uit de kust en was 1000 m lang. De dam werd aangelegd ten zuidwesten van de gebaggerde geul en men hoopte zo de instroom van zand tegen te gaan. De dam was vrij hoog en zorgde voor nogal wat opstuwing bij zowel vloed als eb. In 1876 werd de dam daarom verlaagd tot even boven laag water en met 800 m verlengd. Echter, door natuurlijke uitschuring ontstond aan de andere kant van de dam (aan de zuidwestkant) een geul, die dieper werd dan de gebaggerde geul. In 1878 besloot het loodswezen de zuidelijke (natuurlijke) geul te betonnen in plaats vanr de noordelijke. In de prent van 1889 is de toenmalige Pollendam ingetekend, op de bodemligging van ongeveer 1874.

## De huidige dam
In de loop der jaren is de dam op dezelfde plaats gebleven, de dam zelf is wel stabieler gemaakt met onder andere een asfaltbestorting in 1975. Hiervoor zijn de basaltblokken die op de rijzendam liggen eerst schoongespoten. Er zijn ook proeven gedaan met penetratie met een mortel van colloïdaal beton. De eerste berichten waren hierover vrij positief, maar het heeft niet veel navolging gevonden. Dus blijkbaar was het op de lange termijn minder geschikt. 

### Opmerking
Er is in Harlingen ook een weg die Pollendam heet, maar deze weg heeft niets met de bovenbeschreven dam te maken.